# Копанка (Львівський район)
Копа́нка —село в Україні, у Жовківській міській громаді Львівського району Львівської області.

## Історія
Копанка — до 1940 року присілок села Мокротин.
Саме слово означає «ставок», «заглибина для води». Копанка надзвичайно тісно пов'язана з Мокротином. Перші будівлі там з'явились десь в другій половині XVIII ст. На поч. XIX ст. на Копанці було шість будинків, господарями яких були: Боровик Гриць, Забава Федько, Фірляшок Пилип, Подерак Лучко, Босак Данило і Процайло Яцко. Крім того на хуторі існував млин. В середині того ж століття поселення нараховувало вже 8 хат. Власниками будівель були: Боровик Яцко, Крупа Іван, Забава Каська, Марцін Міхал, Подерак Пилип, Босак Іван, Процайло Кузьма, Мороз Сень. Перед Другою Світовою війною на Копанці нараховувалось близько 60 хат. Діяла початкова школа. Проте за зв'язок з повстанцями УПА майже всіх жителів було виселено, а будинки розібрані. На карті 1957 р. вказано, що на хуторі існувало 20 хат.
На географічних картах присілок вперше з'являється як окреме поселення зі своєю назвою на поч. ХХ ст. Називався він тоді Підбучки, щоправда перекручений на польський манір — Под Бучкем. Проте вже в 30-х роках того ж століття вживається назва Копанка. Крім цього окремі частини хутора мають свої назви: будинки на сході йменовані Стригами, а окремі двори на північному заході — Кичері. Назва хутора не змінилась і за радянських часів.
12 червня 2020 року, відповідно до розпорядження Кабінету Міністрів України № 718-р «Про визначення адміністративних центрів та затвердження територій територіальних громад Львівської області», село увійшло до складу Жовківської міської громади.
19 липня 2020 року, в результаті адміністративно-територіальної реформи та ліквідації Жовківського району, село увійшло до складу новоствореного Львівського району.